# 예멘인
예멘인은 예멘의 국민을 말한다. 문화적으로 아랍인이거나 셈어파의 소수언어를 쓰는 국민도 있으며 이슬람교를 믿는다. 

## 사회 계층
예멘에는 1962년 예멘공화국 건국과 함께 공식적으로 폐지된 사회계층제도가 있지만 실제로는 이 제도가 사라지지 않았고 예멘 사회는 여전히 위계적 계급으로 조직되어 있다. 계급의 차이는 혈통과 직업으로 나타나고 같은 계급끼리의 혼인으로 공고해진다.
5개의 상태 그룹이 있다. 계층 구조의 맨 위에는 사다라고도 불리는 종교 엘리트가 있다. 그런 다음 심판의 계층(쿼드)이 이어진다. 세 번째 계층적 지위는 부족에 속하고 주로 농업과 무역을 통해 생활하는 소작농인 카바일이다. 네 번째 그룹은 마자야나(mazayanah)라고한다. 이 그룹은 땅이 없는 사람들로 구성되어 있으며 정육점과 장인과 같은 다양한 종류의 서비스를 제공한다. 마지막으로 계층 구조의 맨 아래에는 노예(a'bid)가 있고 그 아래에는 하인을 의미하는 알아크담(Al-Akhdam)이 있다.